# میدان مگنتوکوآسی‌استاتیک
میدان مگنتوکوآسی‌استاتیک یک رده‌بندی از میدان الکترومغناطیسی است که در آن میدان مغناطیسی در‌حال شارش آهسته، غالب است. میدان مگنتوکوآسی‌استاتیک اصولاً به‌وسیله القای فرکانس پایینی از یک دوقطبی مغناطیسی یا حلقه جریان به وجود می‌آید. اثر امیتر در نزدیکی این میدان متفاوت از تشعشع الکترومغناطیسی دور از میدان معمول رفتار می‌کند.
در فرکانس‌های پایین، میزان تغییر قدرت فوری میدان به‌ازای هر سیکل نسبتاً آرام می‌باشد، که علت نام‌گذاری اصطلاح «مگنتو-کوآسی‌استاتیک» می‌باشد. میدان نزدیک یا منطقه کوآسی‌استاتیک معمولاً از طول موج آنتن تجاوز نمی‌کند، و در این ناحیه میدان‌های الکتریکی و مغناطیسی تقریباً دکوپل (از حالت تزویج جدا) می‌شوند.
مواد رسانای مغناطیسی ضعیف، نظیر بدن انسان و بسیاری از سنگ‌های معدنی به‌صورت مؤثر نسبت به میدان‌های مگنتوکوآسی‌استاتیک شفافیت نشان می‌دهند، که اجازه انتقال و پذیرش سیگنال‌ها را از چنین موانعی می‌دهد. همچنین، سیگنال‌های با طول موج بلند (یا به عبارت دیگر، فرکانس پایین) قابلیت انتشار بهتری را به نسبت سیگنال‌های با طول موج کمتر در گوشه‌های منحنی دارا می‌باشند؛ بنابراین، ارتباطات و مخابرات در عرصه مگنتو-کوآسی‌استاتیک نیاز به خط دید نخواهد داشت.
بازه ارتباطی چنین سیگنال‌هایی هم بستگی به طول موج و هم بستگی به خواص الکترومغناطیسی ابزار میانی در فرکانس انتخاب شده دارد، و اصولاً محدود به چند ده متر می‌باشد.

## اصول فیزیکی
قوانین پایه این میدان، قانون مداری آمپر (با درنظرنگرفتن جابجایی چگالی جریان) و قانون امتداد شار مغناطیسی می‌باشند. این قوانین در سطوح میانی در شرایط پیوسته به قوانین پایه مربوط می‌شود. در غیاب مواد قابل مگنتیزه، این قوانین شدت میدان مغناطیسی H را با توجه به منبع و چگالی جریان J تعیین می‌کنند. H همه جا غیرچرخشی می‌باشد. هرچند، در همه جا سلونوئیدی می‌باشد.

## طراحی تجهیزات
آنتن معمولی شامل۵۰ عدد سیم پیچ در اطراف یک لوله پلی اکسید متیلن با قطر ۱۶٫۵ سانتی‌متر است که توسط یک مدار الگوریتم کلاس E هدایت می‌شود. چنین دستگاهی هنگامی که توسط باتری‌ها کار می‌کند، قابل حمل می‌باشد. به‌طور مشابه، یک گیرنده معمولی شامل یک حلقه فعال با قطر یک متر، یک تقویت‌کننده فوق‌العاده کم صدا و یک فیلتر باند عبور است.
در حالت اجرا، نوسانگر در حال حرکت از طریق یک حلقه انتقال برای ایجاد میدان مغناطیسی نوسان می‌کند. این میدان یک ولتاژ در حلقه دریافتی ایجاد می‌کند که پس از آن تقویت می‌شود.
از آنجا که منطقه کوآسی استاتیک در یک طول موج منبع الکترومغناطیسی تعریف شده‌است، فرستنده‌ها محدود به یک فرکانس بین حدود ۱ کیلو هرتز و ۱ مگاهرتز هستند. کاهش فرکانس نوسانگر طول موج را افزایش می‌دهد و به همین ترتیب دامنهٔ منطقه کوازیستا را افزایش می‌دهد اما ولتاژ القا شده در حلقه‌های دریافتی را کاهش می‌دهد که به نسبت سیگنال به نویز را بدتر می‌کند. در آزمایش‌های انجام شده توسط مؤسسه فناوری کارنگی، محدوده حداکثر گزارش شده توسط ۵۰ متر بود.

## کوپلینگ القایی رزونانس
در جفت رزونانس، منبع و گیرنده برای رسوب در یک فرکانس مشابه تنظیم می‌شوند و امپدانس مشابهی را می‌دهند. این اجازه را می‌دهد تا قدرت و اطلاعات از منبع به گیرنده به جریان بیفتد چنین اتصالی از طریق میدان مغناطیسی به نام کوپلینگ استقامتی رزونانسیون نامیده می‌شود و می‌تواند برای انتقال انرژی بی‌سیم استفاده شود.

## ردیابی موقعیت و جهت‌گیری
ردیابی موقعیت بی‌سیم در برنامه‌های کاربردی نظیر ناوبری، امنیت و ردیابی دارایی به‌طور فزاینده‌ای استفاده می‌شود. دستگاه‌های ردیابی معمولی از فرکانس‌های بالا و یا میکروفون استفاده می‌کنند، از جمله سیستم‌های موقعیت یابی جهانی (GPS)، سیستم‌های فوق باریک (UWB) و سیستم‌های شناسایی فرکانس رادیویی (RFID)، اما این سیستم‌ها به راحتی می‌توانند توسط موانع در مسیر آن‌ها مسدود شوند. موقعیت مگنتوکوآسی استاتیک از این واقعیت بهره می‌گیرد که حوزه‌ها تا حد زیادی در مواجهه با انسان‌ها و ساختارهای فیزیکی نابود می‌شوند و می‌توانند برای ردیابی هر دو جهت برای محدوده تا ۵۰ متر استفاده شوند.
برای تعیین دقیق جهت و موقعیت یک مبدل دوتایی / امیتر، باید نه تنها برای الگویی که توسط امیتر تولید می‌شود، بلکه برای جریان‌های چرخشی که در زمین ایجاد می‌کند هم زمینه‌های ثانویه را که توسط گیرنده‌ها قابل تشخیص است، ایجاد کند. با استفاده از تئوری تصویر پیچیده برای اصلاح این زمینه از زمین و با استفاده از فرکانس‌های چند صد کیلوهرتز به منظور به دست آوردن نسبت سیگنال به نویز مورد نیاز (SNR)، می‌توان موقعیت azimuthalرا از طریق تجزیه و تحلیل جهت‌گیری θ,اتا و جهت‌گیری Φ (فاز) تجزیه و تحلیل کند.

## ارتباطات
سیگنال‌های ارتباطی الکترومغناطیسی معمولی نمی‌توانند از طریق زمین عبور کنند. بیشتر سنگ‌های معدنی نه اجازه می‌دهند تا میدان الکتریکی و نه مغناطیسی در آن‌ها نفوذ کنند. سیستم‌های مگنتوکوآسی استاتیک برای ارتباطات بی‌سیم زیرزمینی، هر دو به سطح زمین و زیر زمینی و بین احزاب زیرزمینی، موفقیت‌آمیز بوده‌اند.
در فرکانس‌های بسیار پایین، در حدود ۱ کیلوهرتز، برای ارتباطات از راه درور طول موج به اندازه کافی بلند است، اگر چه سرعت داده‌ها کم است. چنین سیستم‌هایی در زیردریایی‌ها نصب شده‌اند و آنتن‌های محلی شامل سیم تا چند کیلومتر و در پشت آن در کنار یا در نزدیکی سطح دریا قرار دارند.